# Jiazi, Guangdong
Jiazi (kinesiska: 甲子) är en köping i sydöstra Kina. Den ligger i Lufeng i staden Shanwei i provinsen Guangdong, omkring 290 kilometer öster om provinshuvudstaden Guangzhou. Antalet invånare är 110 026. Befolkningen består av 54 692 kvinnor och 55 334 män. Barn under 15 år utgör 23,0 %, vuxna 15-64 år 69 %, och äldre över 65 år 6,0 %.